# Ceratogymna subcylindrica
Ceratogymna subcylindrica là một loài chim trong họ Bucerotidae.

## Hình ảnh

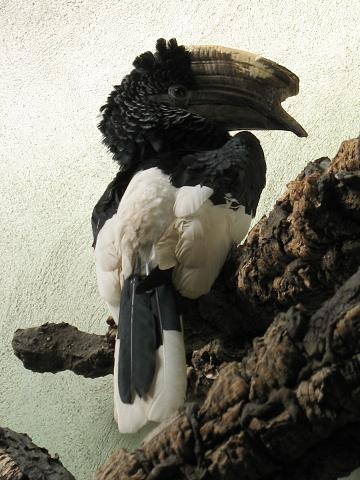
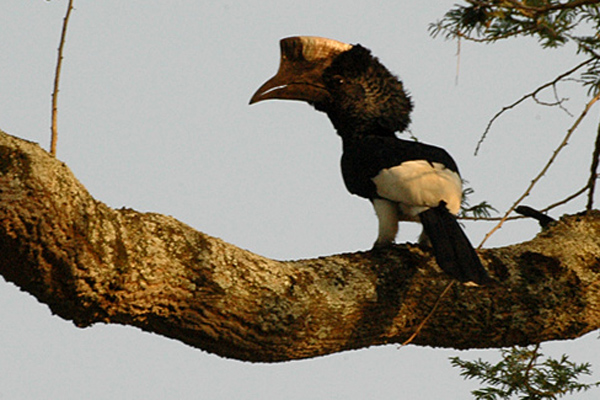
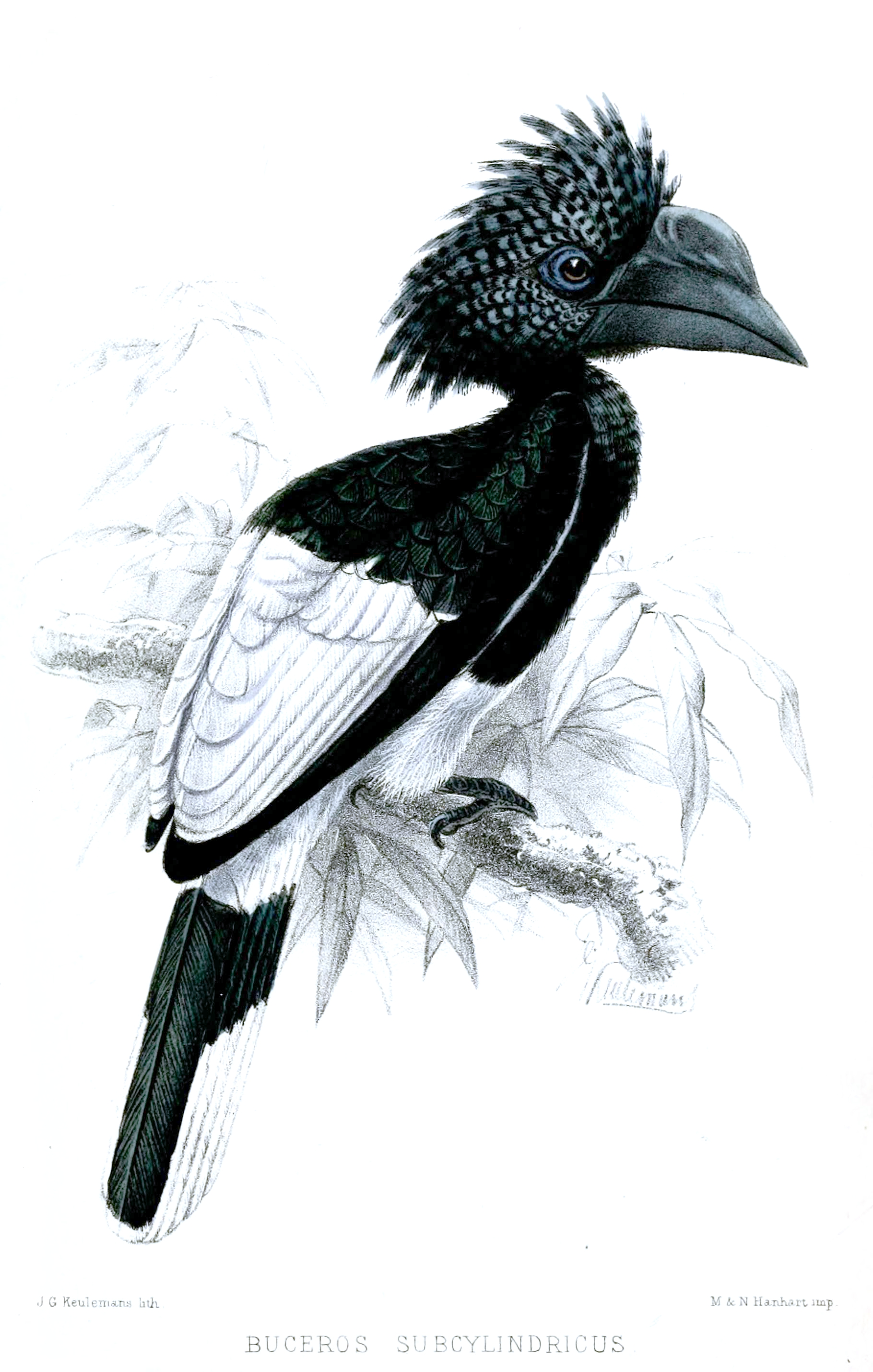